# День и час
День и час (фр. Le Jour et l'heure) — франко-итальянский кинофильм 1963 года, поставленный режиссером Рене Клеманом по рассказу Андре Барре.

## Сюжет
События фильма происходят летом 1944 года во время Второй мировой войны в оккупированной Франции. Тереза Дютей, отец которой покончил самоубийством, а муж находится в плену, живет в состоянии глубокого равнодушия ко всему, что ее окружает. Случайно она встречает американского летчика Аллана, который через проваленную явку не имеет безопасного убежища. Укрывая Аллана, сначала Тереза руководствуется только желанием помочь ему, а вскоре, влюбившись, вместе с ним уходит к партизанам, чтобы бороться с фашизмом.

## В ролях
| Актёр            | Роль                                        |
| ---------------- | ------------------------------------------- |
| Симона Синьоре   | Тереза Дютей                                |
| Стюарт Уитман    | Аллан Морли                                 |
| Женевьев Паж     | Агат                                        |
| Мишель Пикколи   | Антуан                                      |
| Реджи Налдер     | немецкий полицейский                        |
| Билли Кирнс      | Пэт Райли (советский дубляж — Роберт Чумак) |
| Марсель Боззуффи | инспектор Лера                              |
| Анри Вирложё     | Лежандр                                     |